# 佳能 EF 14mm 鏡頭
佳能 EF 14mm 鏡頭是一系列由佳能公司生產的定焦鏡頭，一共有下列幾種型號：
- EF 14mm F2.8L II USM

當14mm鏡頭用於佳能數碼EOS系列的APS-C幅面機身（如佳能 EOS 550D）時，視角會變窄，其等效於全幅機身上的22.4mm視角（乘以系數1.6）。當用於APS-H幅面機身（如佳能 EOS-1D Mark IV）時，其等效於全幅機身的18.2mm視角（乘以系數1.3）。

## 外部連結
- Canon EF 24mm f/1.4L II USM （页面存档备份，存于）